# 陈庄歼灭战旧址
陈庄歼灭战旧址，位于中国河北省石家庄市岔头乡横山岭水库，为石家庄市灵寿县的一个省级文物保护单位，类型为近现代文物，公布时间为2001年2月7日。
陈庄歼灭战旧址的历史年代为1939年。